# Wenceslao Emilio Retana y Gamboa
Wenceslao Emilio Retana y Gamboa (Boadilla del Monte, 28 de setembre de 1862 – ibídem, 21 de gener de 1924) va ser un periodista, historiador, bibliògraf i polític espanyol. És probablement el més important dels creadors del Filipinisme modern.

## Biografia
Va cursar estudis en l'Acadèmia d'Enginyers de Guadalajara, encara que va sol·licitar la separació del servei als dos anys, i sense haver conclòs aquests estudis va marxar en 1884 amb vint-i-dos anys a les Filipines com a funcionari d'Hisenda en l'Administració colonial. Durant la travessia va néixer el seu fill, l'escriptor Álvaro Retana.
Durant els sis anys que va romandre en l'Arxipèlag va desplegar una gran activitat com a periodista. A Manila va ser redactor de La Oceanía Española i subdirector de La Opinión. En 1890 va tornar a Espanya per raons de salut, i va quedar adscrit al Ministeri d'Ultramar. A Madrid va col·laborar a La España Oriental, El Porvenir de Bisayas, La Política de España en Filipinas, La Época, Heraldo de Madrid, El Nacional, La España Moderna, Nuestro Tiempo (1903), Raza Española, Boletín de la Academia de la Historia, La Política Moderna i Guttemberg (1904). Normalment usava el pseudònim "Desengaños" per escriure en diferents publicacions. Li wewn familiars tots els aspectes dels problemes filipins, sobre els quals va escriure amb serietat i perspicàcia, adquirint per això renom internacional.
El 1924 va ser nomenat Acadèmic de la Història. Va arribar a ser també diputat a Corts i governador civil de diverses províncies, entre elles Osca i Terol.

## Relació amb Rizal
Durant la seva trajectòria literària Retana va anar canviant les seves actituds i punts de vista respecte a alguns dels temes més candents de l'actualitat filipina del segle xix, com els ordes religiosos o la identitat i peculiaritat cultural pròpia de l'arxipèlag com a base per al desenvolupament de la seva autonomia.
José Rizal figurava com un dels principals enemics del Retana conservador. L'agost de 1890 va publicar un article a La Época, ridiculitzant la difícil situació que travessaven els pares de Rizal, que havien estat expulsats de les seves terres. En menys de 24 hores, Rizal va enviar a un representant per desafiar-lo en duel. Retana va rebutjar batre's en duel i va demanar disculpes a Rizal.
Després de la pèrdua de les Filipines i l'execució de José Rizal, Retana va canviar completament d'opinió. En un article publicat el 1904 titulat "España en Filipinas: La verdad PARA TODOS" va afirmar que "Nosaltres (els espanyols) hem contribuït a la pèrdua de les Filipines", reconeixent públicament per primera vegada que va ser un greu error polític d'Espanya haver ordenat l'execució de Rizal. El seu gir complet d'opinió es posaria més tard de manifest amb la seva biografia magistral de José Rizal, publicada el 1907, en la qual va argumentar que Espanya va cometre un greu error en jutjar i executar Rizal.

## Obres
La col·lecció de llibres filipins i sobri temis filipins de Wenceslao Retana va ser adquirida posteriorment per la Companyia de Tabacs de Barcelona; de la seva riquesa cal jutjar pels catàlegs de la mateixa que va confeccionar i va imprimir en 1893 i 1898.
- Archivo del bibliófilo filipino, 1895-1905, varios vols.
- Bibliografía de Mindanao, 1894.
- Breve diccionario bibliográfico de los ingenieros militares que han estado en las islas Filipinas desde 1565 hasta 1898, 1923.
- Brevísimo epítome de la imprenta en Manila (1593-1810), 1896.
- La imprenta en Filipinas (1593-1810), 1899.
- Tabla cronológica y alfabética de imprentas e impresores de Filipinas (1593-1898), 1908.
- Orígenes de la imprenta filipina, 1911.
- La tristeza errante, novela, 1903.
- Frailes y clérigos, 1890.
- Sinapismos, 1890.
- El periodismo filipino, 1895.
- Vidas y escritos del doctor Rizal, 1907.
- De la evolución de la literatura castellana en Filipinas, Madrid, 1909.
- Orígenes de la imprenta filipina, 1911.
- Avisos y profecías, 1892
- La Inquisición en Filipinas, 1910.
- Noticias histórico-bibliográficas del teatro en Filipinas desde su origen hasta 1898, 1910
- Fiestas de toros en Filipinas, 1896.
- Cosas de allá, 1893.